# Stalderita
La stalderita és un mineral de la classe dels sulfurs, que pertany al grup de la routhierita. Rep el nom en honor de Hans-Anton Stalder (1925-2011), conservador del Museu d’Història Natural de Berna i professor de mineralogia a la Universitat de Berna (Suïssa).

## Característiques
La stalderita és un sulfur de fórmula química Tl(Cu,Ag)(Zn,Fe,Hg)₂(As,Sb)₂S₆. Va ser aprovada com a espècie vàlida per l'Associació Mineralògica Internacional l'any 1987. Cristal·litza en el sistema tetragonal. La seva duresa a l'escala de Mohs es troba entre 3,5 i 4.
Segons la classificació de Nickel-Strunz, la stalderita pertany a «02.GA: nesosulfarsenats, nesosulfantimonats i nesosulfbismutits sense S addicional» juntament amb els següents minerals: proustita, pirargirita, pirostilpnita, xantoconita, samsonita, skinnerita, wittichenita, lapieïta, mückeïta, malyshevita, lisiguangita, aktashita, gruzdevita, nowackiïta, laffittita, routhierita, erniggliïta, bournonita, seligmannita i součekita.

## Formació i jaciments
Va ser descoberta a la pedrera Lengenbach, situada al districte de Goms (Valais, Suïssa), tractant-se de l'únic indret de tot el planeta on ha estat descrita aquesta espècie mineral.